# 傅绥燕
傅绥燕，北京大学地球与空间科学学院教授，中华人民共和国教育部长江学者特聘教授，主要从事地球磁层物理方面的研究。

## 生平
1984至1991年，就读于北京大学地球物理学系，先后获得学士、硕士学位；2001年，获得布伦瑞克技术大学博士学位。
2003年至今，在北京大学地球与空间科学学院担任教授。

## 社会兼职
担任《中国科学-地学》和《空间科学学报》副主编。